# Ceratomegilla undecimnotata
Ceratomegilla undecimnotata är en skalbaggsart som först beskrevs av Schneider 1792.  Ceratomegilla undecimnotata ingår i släktet Ceratomegilla, och familjen nyckelpigor. Arten har ej påträffats i Sverige.